# Mausoleu Verd (Bursa)
El Mausoleu Verd (turc: Yesil Türbe) és el mausoleu que conté la tomba del cinqué sultà otomà, Mehmet I, i es troba a Bursa, Turquia. Fou erigit pel fill i successor de Mehmet, Murat II, poc després de la seua mort, el 1421. L'arquitecte Hacı Ivaz Pasha en dissenyà els plans, així com els de la Mesquita Verda, que n'és enfront.

## Arquitectura

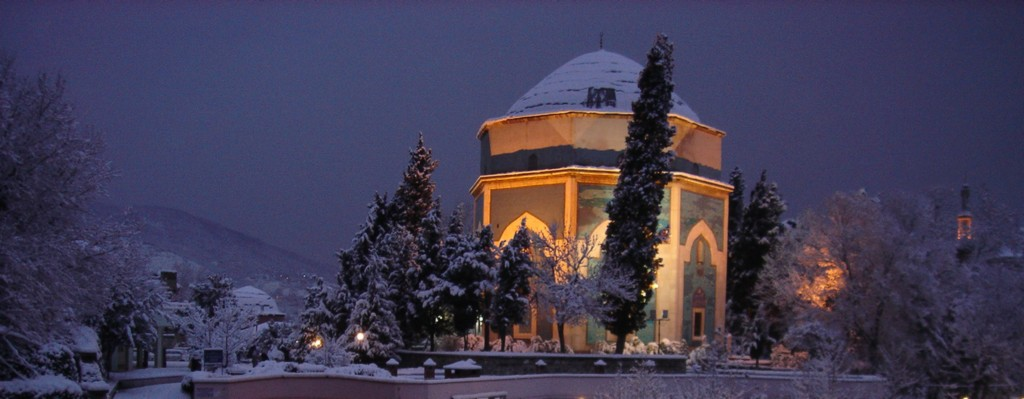
Vista nocturna

Situat enmig de xiprers al cim del turó del barri de Yeşil de Bursa, està construït sobre planta hexagonal i coronat per una cúpula. L'exterior està revestit de taulells verds i blaus i és per això que s'anomena així. La majoria en foren reemplaçats per ceràmica de Kütahya, a conseqüència del terratrèmol de Bursa del 1855. El portal d'entrada està coronat per una semicúpula, té fornícules de  mocàrabs sobre seients de marbre a banda i banda de l'entrada. Uns taulells de Nicea (Iznik) amb motius florals en blau, blanc i groc decoren tot el portal.(2)
A dins, passades les portes de fusta tallada, hi ha la sala amb el túmul reial, ricament decorat amb les sagrades escriptures i dissenys florals en taulells vidriats grocs, blancs i blaus, que s'alça sobre una plataforma rodejada d'altres set tombes. La secció inferior de les parets està revestida amb taulells de color verd blavós, també fets servir en els timpans de les finestres de dins. El nínxol de mocàrabs del mihrab sobre la paret de l'alquibla també es troba realçat amb un gran marc de taulells: el mosaic de taulells dins el nínxol representa un jardí de roses, clavells i jacints. La làmpada d'aranya i les vidrieres són afegits posteriors.(2)

## Galeria d'imatges

Exterior del mausoleu
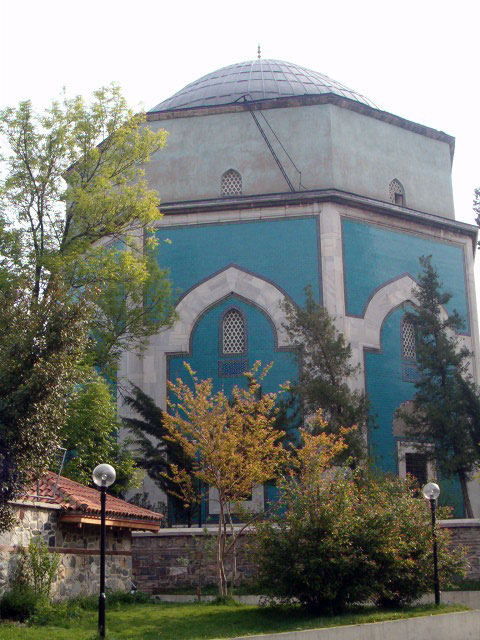
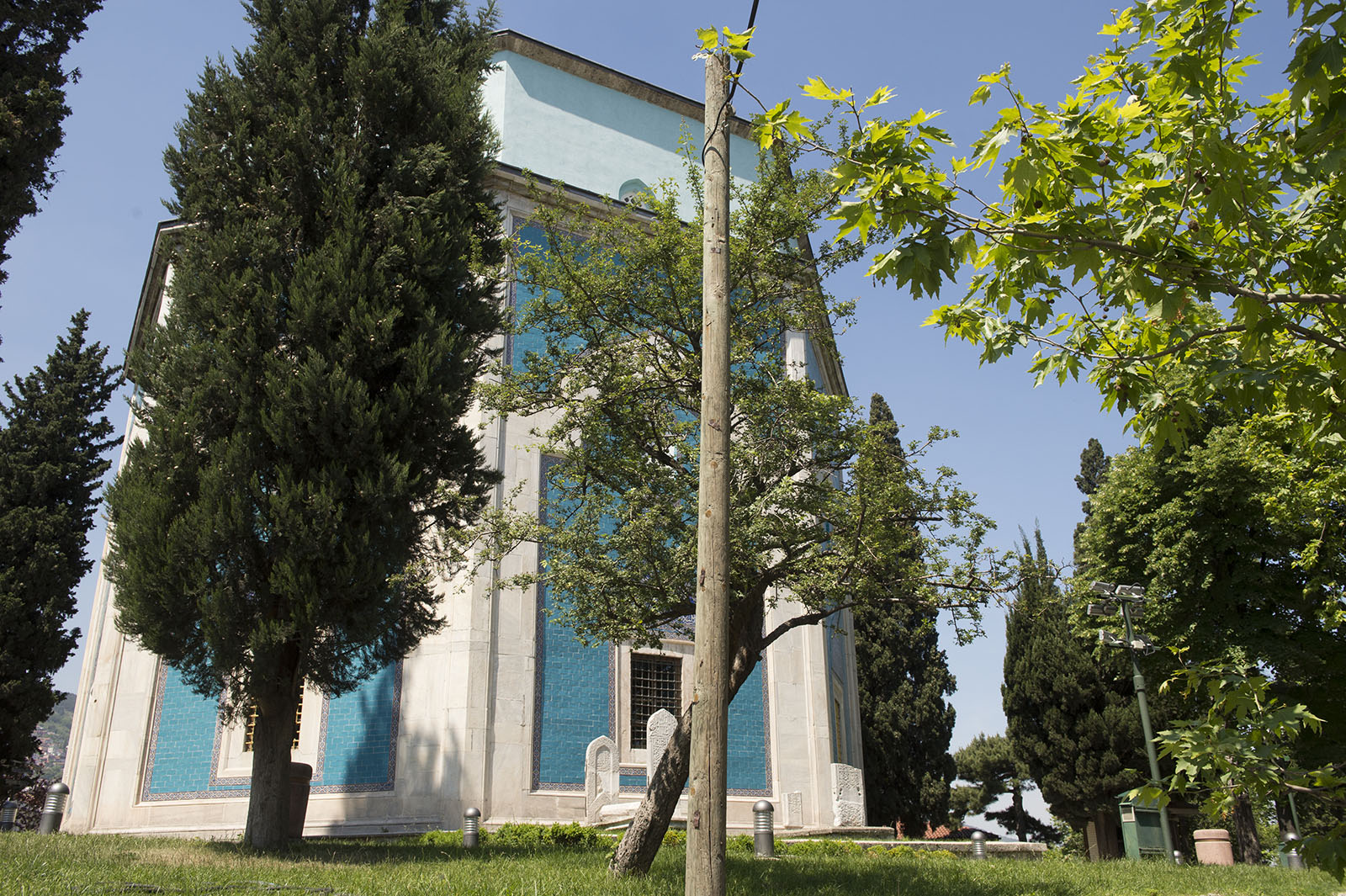
Exterior de la tomba
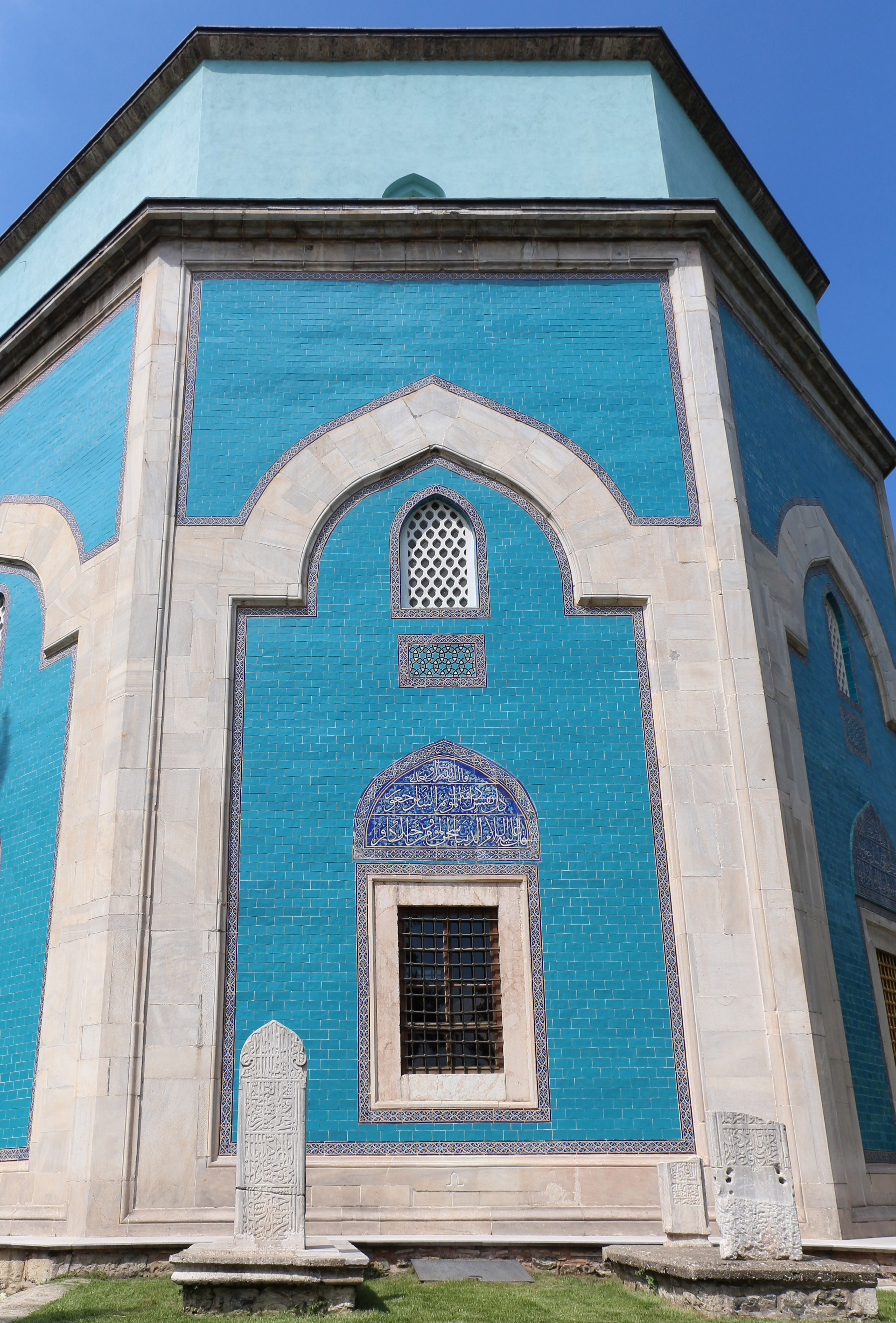
Façana exterior
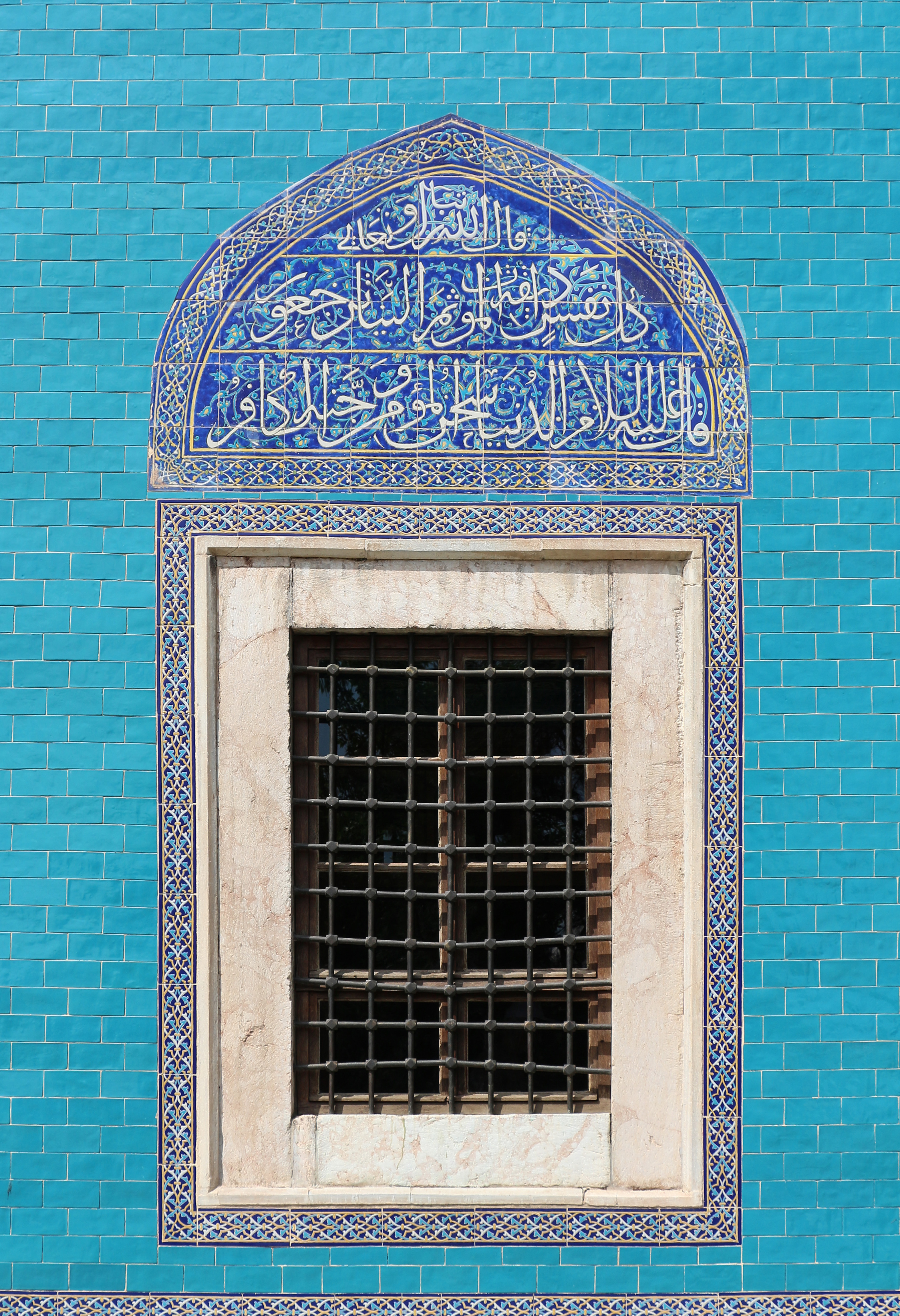
Detall exterior
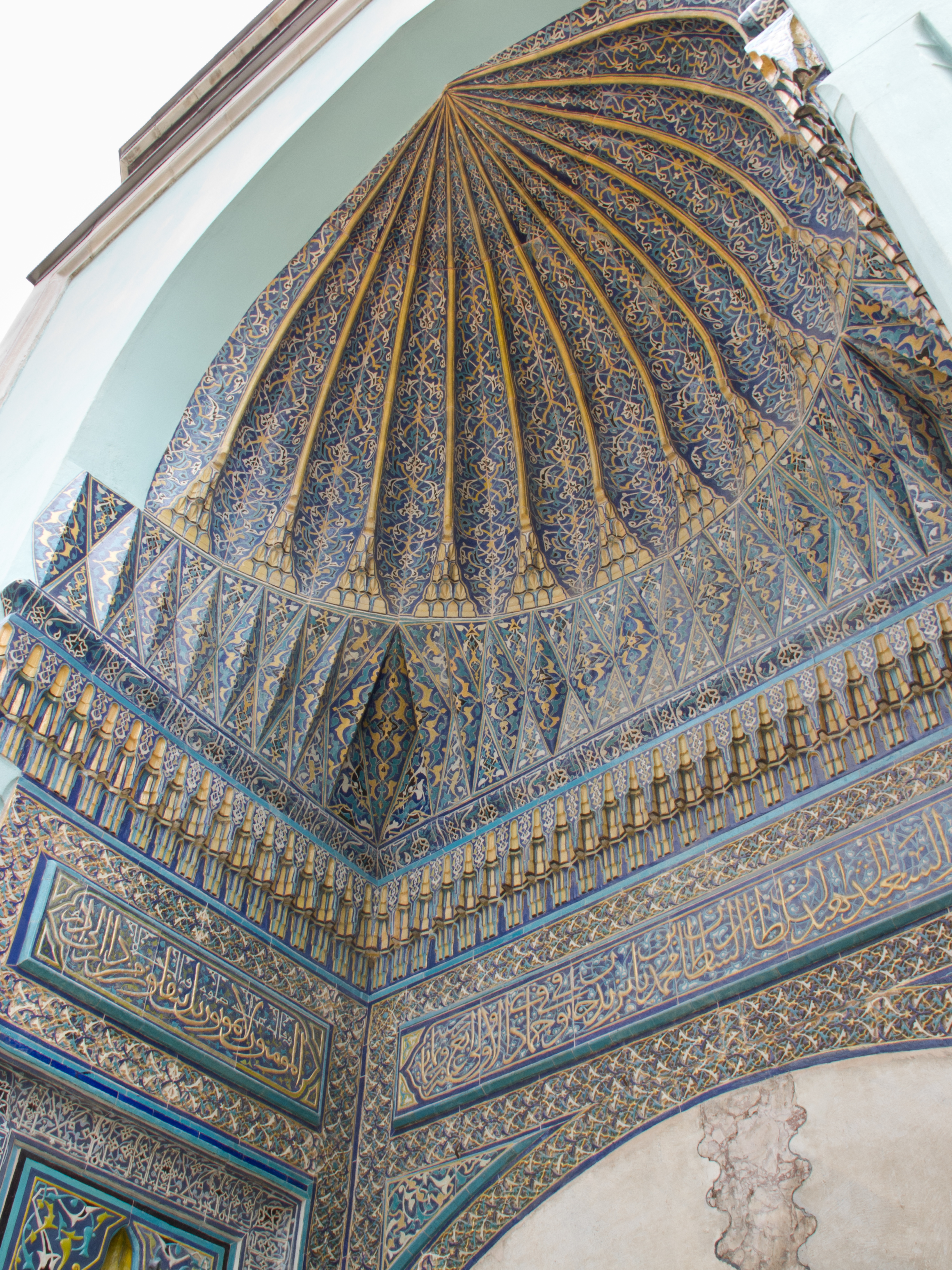
Portal d'entrada
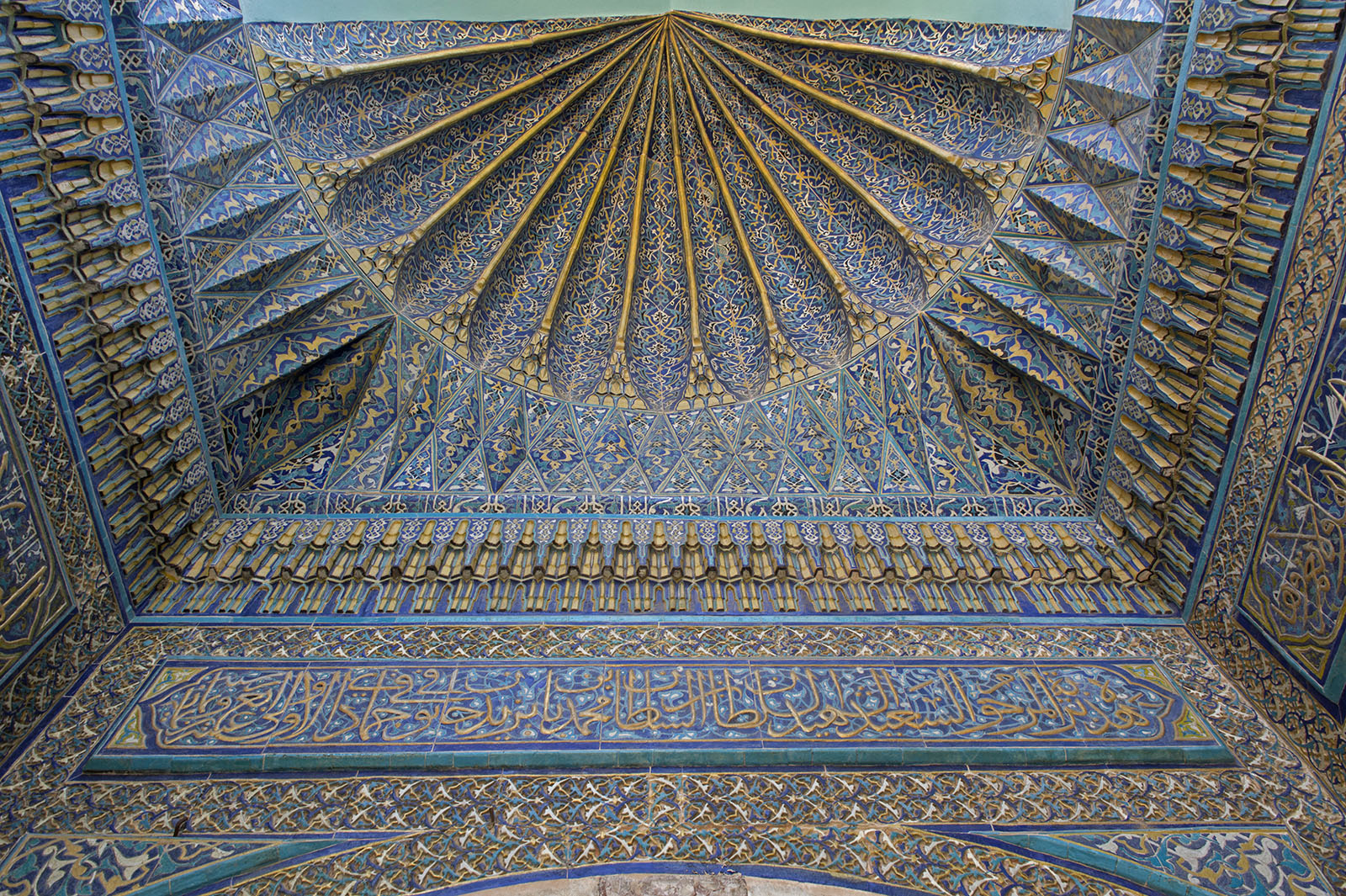
Interior del portal d'entrada

Interior del mausoleu
Interior
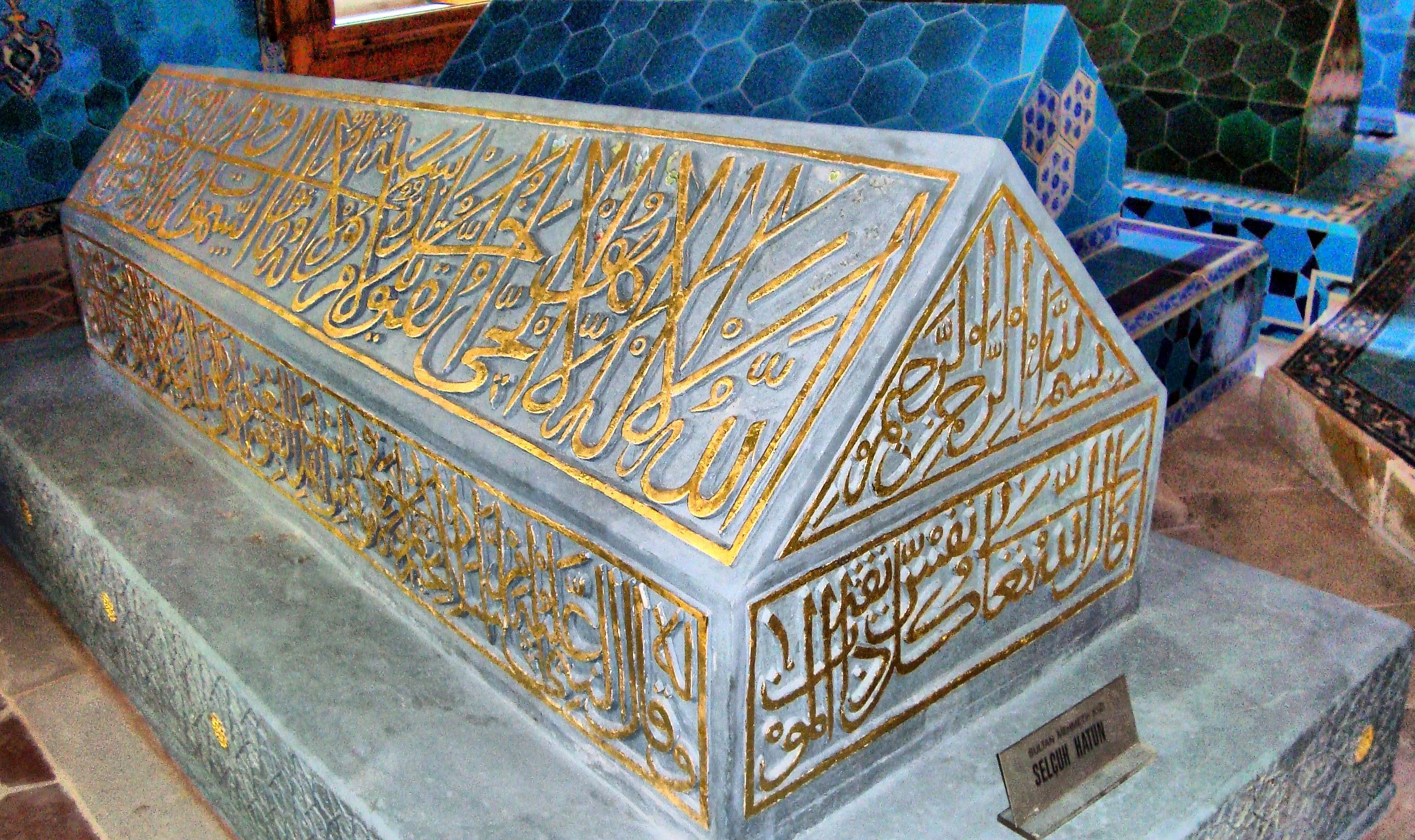
Túmul reial de Mehmet I
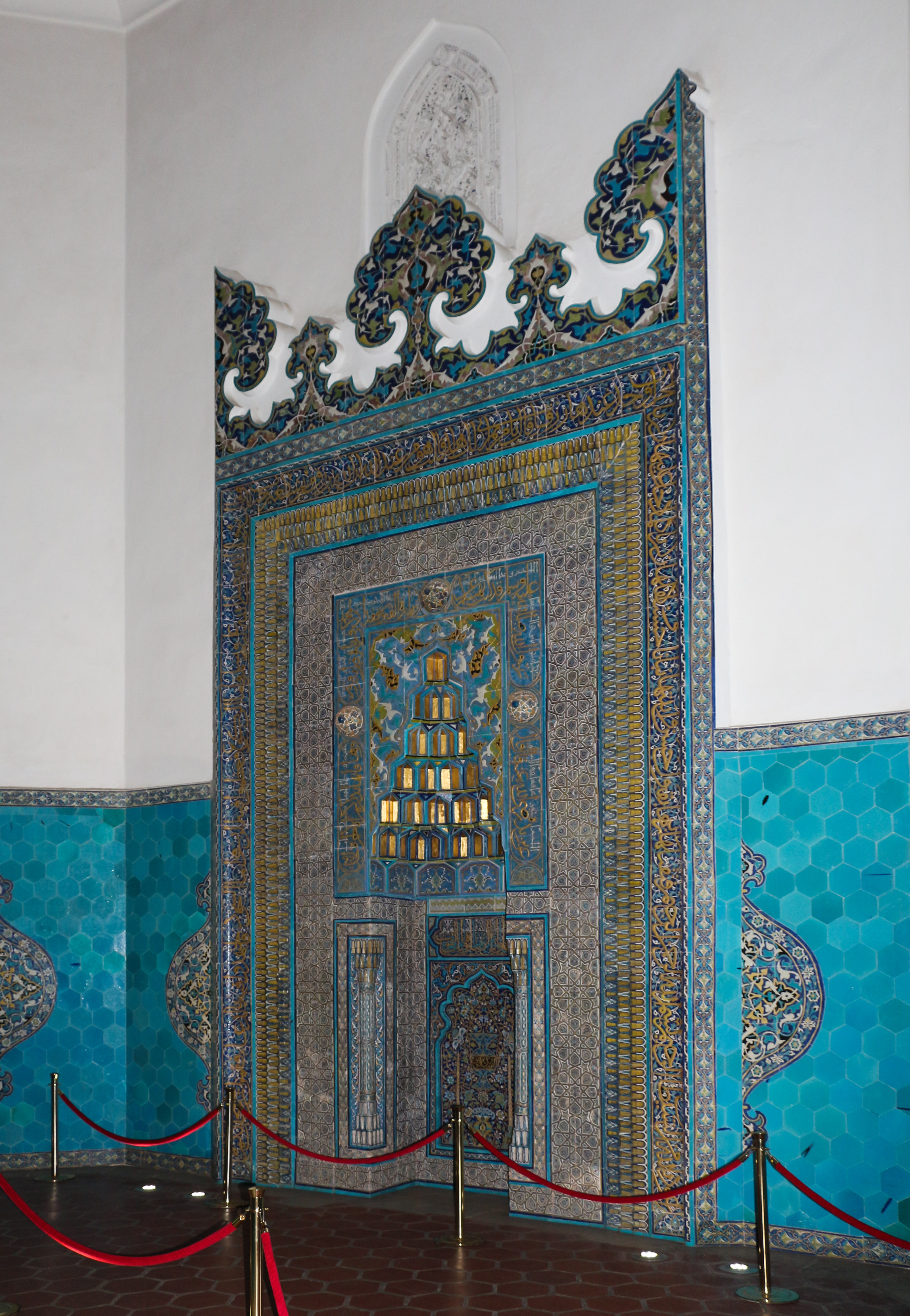
El mihrab
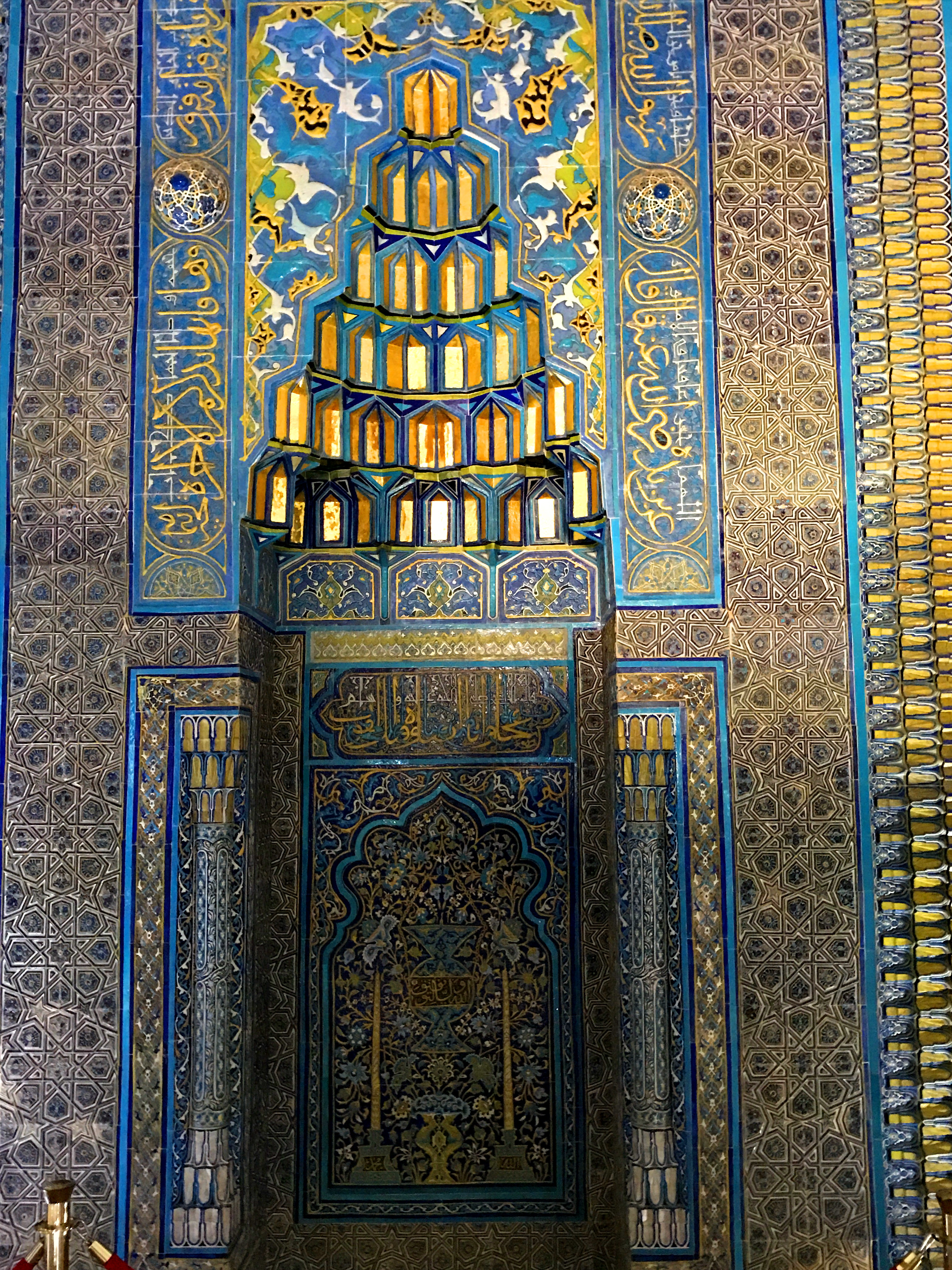
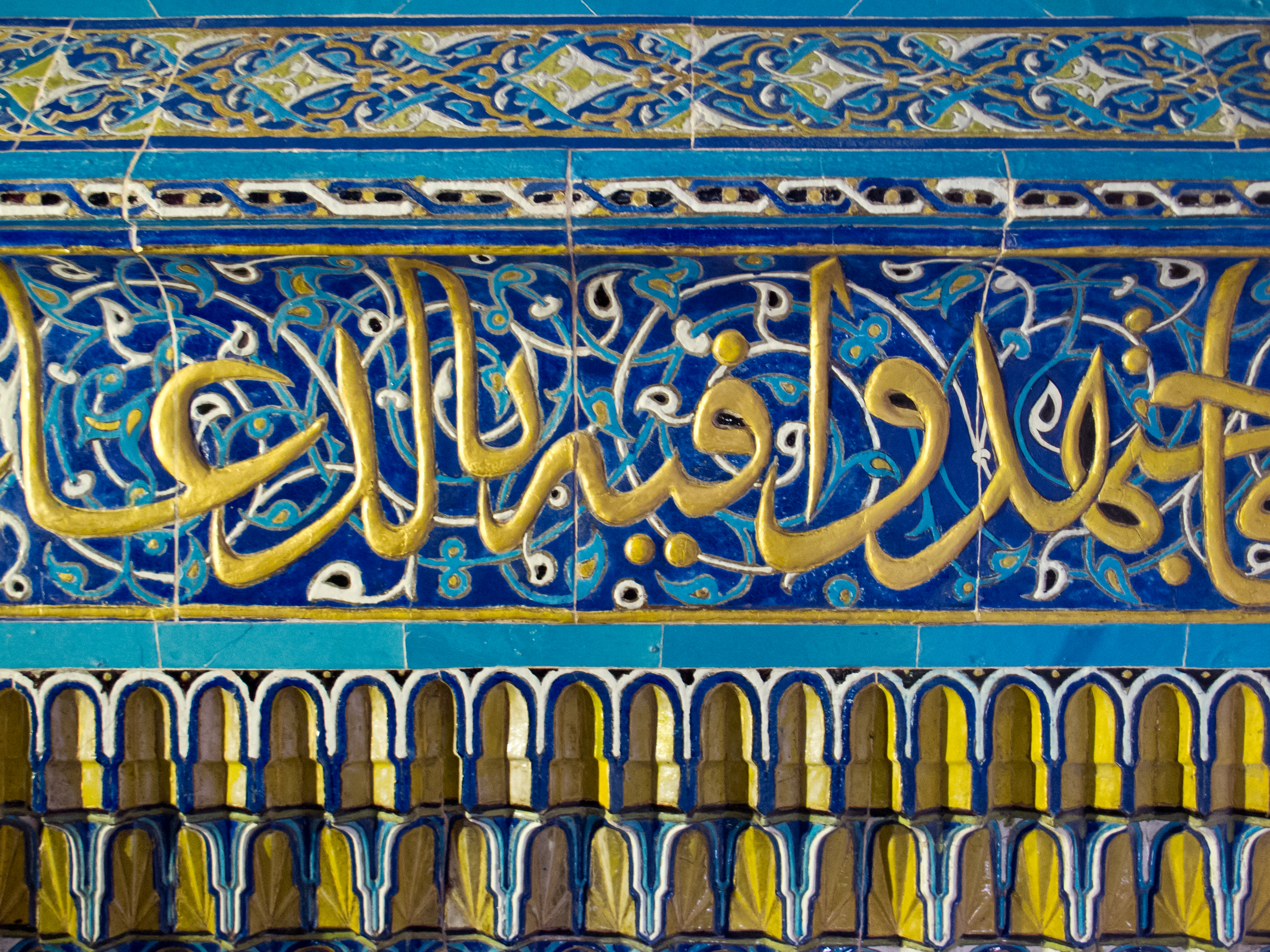
Detall cal·ligràfic